# محطة برشلونة سانتس
برشلونة سانتس هي محطة السكك الحديدية الرئيسية في برشلونة، المملوكة من قبل أديف وكالة البنية التحتية للسكك الحديدية في إسبانيا. أصبح مركز النقل الأكثر أهمية في المدينة فضلاً عن كونه المحطة الرئيسية بين المدن للوجهات الوطنية والدولية. سميت المحطة باسم سان، حي في برشلونة الذي يقع فيه. تم إعادة تشكيل أجزاء جديدة من المحطة مؤخرًا لاستيعاب قطار آفي الإسباني فائق السرعة في المدينة، والذي بدأ يخدم المدينة في 20 فبراير 2008. هناك أيضًا محطة حافلات دولية مجاورة تحمل نفس الاسم، ورابطًا إلى محطة سانتس إستاسيو للمترو التي تخدم محطة السكك الحديدية.

## التاريخ والتصميم المعماري
تم بناء محطة سانتس الحديثة في السبعينيات كجزء من بناء الخط الإقليمي الشرقي - الغربي الثاني الذي يعمل تحت مركز برشلونة. تم تغطية أول خط للسكك الحديدية بين الشرق والغرب إلى محطة إستاسيو دي فرانسا، إلى الشمال أكثر.
تم بناء المحطة على طراز المطار الحديث، مع كل من منصاتها العديدة الموجودة تحت الأرض. يحتل فندق (Hotel Barceló Sants) معظم الطوابق العليا من المبنى الرئيسي للمحطة.

## الموقع

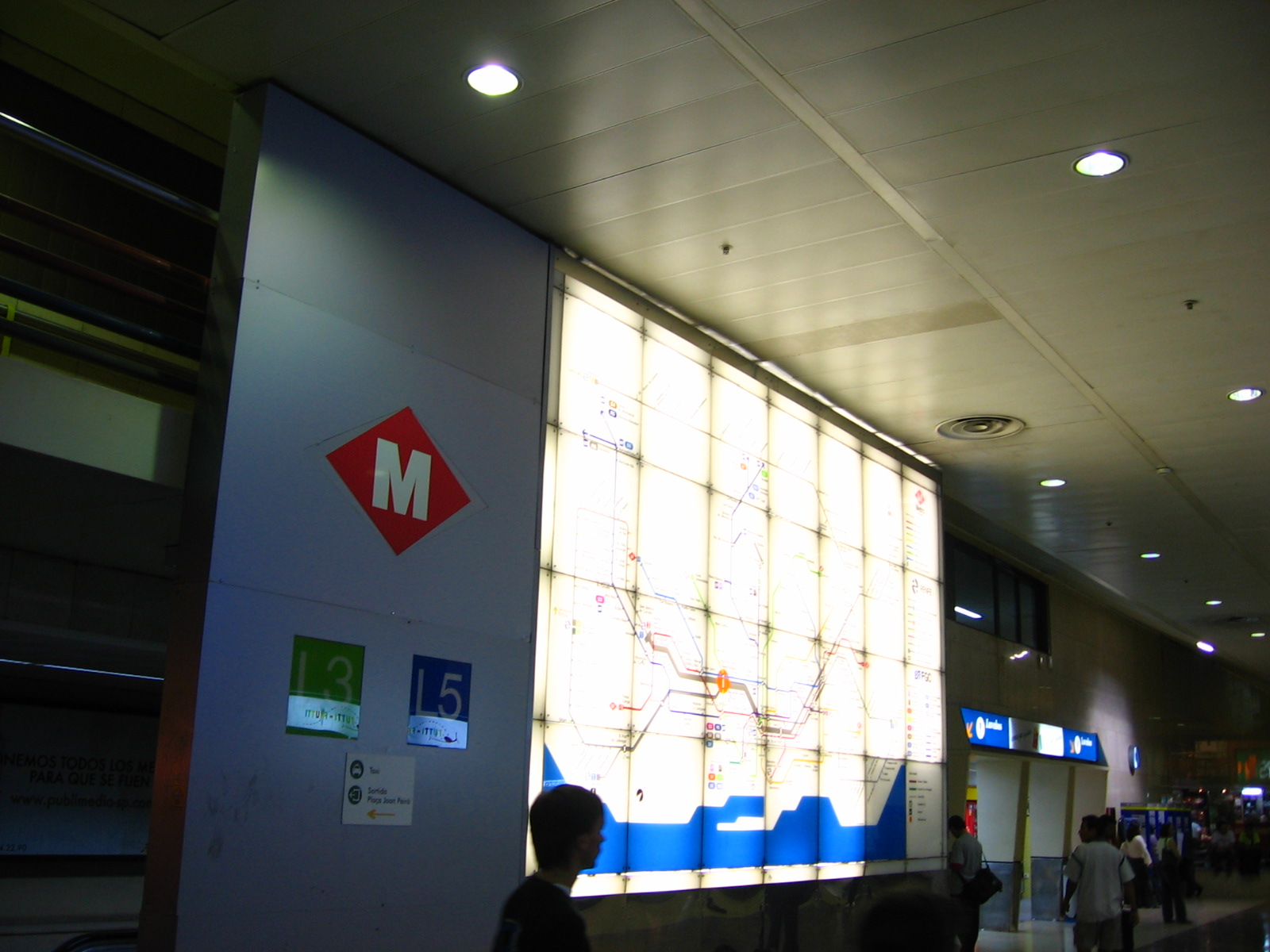
الوصول إلى محطة المترو من محطة السكك الحديدية

تقع المحطة في منطقة Sants-Montjuïc في برشلونة، على بعد مسافة قصيرة غرباً من وسط المدينة، ويمكن الوصول إليها بسهولة عن طريق المترو أو الحافلة من أي مكان في المدينة.

## روابط خارجية
- برشلونة سانتس الإدراج في موقع Adif
- برشلونة سانتس الإدراج في موقع روداليس دي كاتالونيا
- معلومات وصور المحطة في Trenscat.com (in Catalan)